# Lundy
Lundy är den största ön i Bristolkanalen och ligger cirka 19 kilometer nordväst om Devon, England. Ön är ungefär fem kilometer lång och 1,2 kilometer bred. Namnet Lundy tros komma från fornnordiskans ord för lunnefågel, lundi och ö, ey (Lundey). I en läsarundersökning i Radio Times 2005 blev Lundy framröstat som det tionde största naturliga underverket i Storbritannien. Hela ön har Site of Special Scientific Interest-status och var det första marina naturreservatet i England och den första marina skyddszonen, tack vare sitt unika djur- och växtliv. 2007 bodde det 28 människor på ön.